# توتیای دریایی سبز
توتیای دریایی سبز (نام علمی: Psammechinus miliaris) نام یک گونه از رده توتیای دریایی است.